# Dzogchen
Dzogchen, ook Atiyoga genoemd, is het belangrijkste van de negen yana-systemen (voertuig, pad, weg, instructie) van de nyingmaschool in het Tibetaans boeddhisme. De naam is een samenvoeging van "Dzogpa Chenpo" ("Grote Perfectie"). In het westen wordt het vaak met de laatste benaming aangeduid. De opvatting in dzogchen is dat Verlichting niet buiten een persoon zelf gezocht hoeft te worden, maar onmiddellijk aanwezig kan zijn in de pure, oorspronkelijke natuur van de geest, het bewustzijn.
Ook de bön, de vorm van boeddhisme die is ontstaan naast en onderscheiden moet worden van de tradities binnen het Tibetaans boeddhisme, kent het voertuig van de "Grote Perfectie".

## De indeling in negen voertuigen
De nyingma onderscheidt een indeling in negen voertuigen, paden. De basis hiervan is een vroegere indeling vanuit India om de instructies van de historische Boeddha te systematiseren. Dat was oorspronkelijk een indeling in drie voertuigen, die bestond uit śrāvakas, pratyekabuddhas en bodhisattvas. Door de nyingma zijn hier drie voertuigen van outer yoga ( naar buiten gericht ) en drie voertuigen van inner yoga ( naar binnen gericht ) aan toegevoegd. De voertuigen van de inner yoga zijn Mahāyoga, Anuyoga en Atiyoga. Dzogchen is aan de top van dit systeem. Het onderscheid ligt in het wel dan niet reeds verworven inzicht van degene die de instructies ontvangt. Iedere lagere vorm van instructie wordt in de hogere vorm herhaald.
In de klassieke traditie werd dzogchen als een onderdeel binnen Atiyoga gezien. In de huidige traditie vallen deze twee begrippen samen.

## Essentie
In de dzogchen wordt de geest, het bewustzijn omschreven als het oerbegrip, een aanwezigheid die er altijd is geweest. Het wordt gekarakteriseerd door kwaliteiten als bijvoorbeeld spontaniteit, helderheid, volledige vrijheid, oorspronkelijke puurheid en waarachtigheid en intrinsiek bewustzijn. De ware natuur van de geest, het bewustzijn is niet toegankelijk via logische analyse. De geest creëert de verschijningen in de wereld, de plaats van het menselijk lijden. Al deze verschijningen worden echter geacht illusoir te zijn. De onwetende geest gaat ervan uit, dat zijn creaties (de verschijningen) echter in de realiteit bestaan en is onwetend van zijn ware natuur van oorspronkelijke puurheid en waarachtigheid. De techniek om door te dringen tot de oorspronkelijke waarachtigheid is om de juiste activiteiten te ondernemen, die er op gericht zijn een aantal obstakels te verwijderen. Hierna zal de geest, het bewustzijn alle valse gedachten en ervaringen weten te elimineren en zijn eigen ware natuur weten te herkennen.

## Betwiste authenticiteit
De nyingma is uniek binnen de tradities van het Tibetaans boeddhisme vanwege het feit dat zij hun literaire en culturele erfenis alsmede hun doctrines baseren op de instructies die naar hun opvatting al tijdens de periode van het Tibetaanse rijk in de achtste en begin negende eeuw vanuit India in Tibet geïntroduceerd werden. In de nyimgmatraditie is een groot deel van die teksten en met name teksten die betrekking hebben op dzogchen gerelateerd aan Samantabhadra. In de meeste boeddhistische stromingen is Samantabhadra een bodhisattva. In de nyingmatraditie wordt Samantabhadra beschouwd als een van de adiboeddha's, een van de oer-boeddha's, die in het oorspronkelijk Sanskriet wordt aangeduid met het begrip dharmakaya.
Al vroeg na het verschijnen van de eerste teksten van de dzogchen werd de nyingma in het historische Tibet geconfronteerd met opvatting van anderen dat die teksten niet authentiek zijn. Daarmee werd bedoeld dat die teksten hun oorsprong niet in India hebben. In het begin van de elfde eeuw was Podrang Zhiwa Ö, een monnik uit het westen van Tibet, een van de eersten die de Indiase herkomst van de dzogchen voor onmogelijk hield.
De kwestie van authenticiteit van de teksten lag en ligt voor de nyingma zeer gevoelig. De Indiase wortels van het Tibetaans boeddhisme zijn cruciaal voor de geloofwaardigheid van iedere traditie. De nyimgma hebben zich dan ook altijd fel verzet tegen deze beschuldiging. De totstandkoming van de nyingma als een apart te onderscheiden traditie is voor een belangrijk deel toe te schrijven aan dit verzet.
Er zijn door nyingma dan ook veel verhalen geschreven die de authenticiteit van hun teksten zouden moeten aantonen. In die verhalen speelt de vertaler Vairocana uit de tweede helft van de achtste eeuw een belangrijke rol. De Vairo 'dra'brag is een tekst met veel hagiografische elementen over Vairocana, maar het verhaal handelt in feite over de oorsprong en het verspreiden van de dzogchen.
In het verhaal wordt Vaiarocana door de koning Trisong Detsen (742-ca. 800) naar India gezonden om daar de teksten van de dzogchen te halen. Vairocana weet die na veel avonturen uiteindelijk naar Tibet te brengen. In de tekst van het document worden 23 personen genoemd die verantwoordelijk voor de verspreiding zouden zijn geweest. Van een aantal is in feitelijke en historische zin niets bekend. Van een aantal is het evident dat zij nooit iets te maken kunnen hebben gehad met de verspreiding van dzogchen. Op de lijst komen bijvoorbeeld de namen Nagarjuna en Buddhagupta voor. De naam van deze illustere personen op de lijst is in wezen bedoeld om een zwaarder gewicht te geven aan de veronderstelde authenticiteit en geloofwaardigheid van de dzogchenteksten in een periode dat die authenticiteit in het historische Tibet al fel werd betwist.

## Historische context
De eerste keer dat het woord dzogchen in de literatuur aangetroffen wordt is in de Guhyagarbha tantra, een tekst waarvan verondersteld wordt, dat die in de achtste eeuw al een zekere circulatie in India had. De term wordt dan gebruikt in de context van het verkrijgen van inzicht tijdens de praktijk van seksuele yoga-technieken. Onderzoek wijst echter in de richting dat deze tantra nauwelijks betekenis heeft gehad in het ontstaan van de eerste noties omtrent dzogchen in Tibet.
De oorsprong van de dzogchen in Tibet is ook in het vakgebied onderwerp geweest van hevig debat. Er is echter onder hedendaagse experts nu wel de overheersende mening dat de Indiase wortels van de dzogchen zo niet geheel afwezig dan toch zeer bescheiden van aard zijn.
Het ontstaan van de dzogchen wordt gezocht in de periode tussen de val van het Tibetaanse rijk in het midden van de negende eeuw en de tweede introductie van het boeddhisme in Tibet vanaf het eind van de tiende eeuw. In die periode verdween het boeddhisme in zijn georganiseerde en monastieke vorm uit Centraal-Tibet. Het boeddhisme verdwijnt echter niet geheel. Het wordt vooral in een tantrische vorm levend gehouden door ngagpa's, een soort lekenpriesters, waaruit later de nyingmatraditie zal ontstaan. Zij bekommerden zich op het niveau van dorpsgemeenschappen voor dagelijkse noden door divinatie, medische praktijken en de verstandhouding met de godenwereld. 

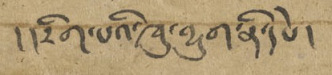
De eerste regels van de tekst van de De koekoek van bewustwording

Sommige familieclans van de ngagpa 's, waarvan die van de Zur de bekendste is, combineerden hun rituele technieken met een vorm van filosofische opvattingen met een vaak hoogst onconventionele moraal gebaseerd op meditatieve ervaringen. Dat leidde tot teksten, waarvan de oudste gevonden zijn onder de manuscripten van Dunhuang. Een daarvan is De koekoek van bewustwording , een tekst uit de tiende eeuw. Net als andere oudere dzogchenteksten betreft het korte instructies
De verschillende verschijningen zijn non-duaal van aard
 zonder dat ze ook maar enige uitwerking hebben.
De wijze van alle zaken kent geen conceptualisering
 maar manifesteert zich in verschillende vormen: Die zijn alle goed.
Omdat alles al gedaan is, geef de kwaal van het steeds maar zoeken op
En blijf waar je bent zonder enige moeite te doen
Dit soort teksten bleef in die periode een kader voor meditatie en studie en gaat uit van de opvatting, dat Verlichting niet gevonden kan worden buiten de persoon zelf, maar onmiddellijk aanwezig is in de eigen ware en pure natuurlijke geest.

## De ontwikkeling van dzogchen/atiyoga tot een apart voertuig
De hedendaagse opvattingen in het vakgebied komen erop neer, dat dzogchen in Tibet eerst beoefend werd als een vorm van deity yoga (het visualiseren van een boeddha en het reciteren van zijn mantra). In de negende eeuw en tiende eeuw werd dzogchen een wijze voor het contextualiseren van deity yoga in termen van non-conceptualiteit, non-dualiteit en het onmiddellijk aanwezig kunnen zijn van de staat van Verlichting. 
In teksten uit de negende eeuw wordt atiyoga nog duidelijk als een wijze van deity yoga gezien.
In de ultieme deity yoga wordt geen subject of object waargenomen
 Omdat er geen moeite of inspanning is, is dit ook de hoogste vorm van deity yoga.
 Dit is een verklaring van de wijze van atiyoga.
De teksten uit de tiende eeuw blijven anuyoga en atiyoga presenteren als een vorm van Mahayoga, de eerste van de drie inner yoga's. Er zijn geen betrouwbare bronnen van voor de elfde eeuw, die atiyoga/dzogchen echt als een apart en te onderscheiden voertuig presenteren Pas na die periode werd dzogchen meer dan een praktijk voor deity yoga.
Maar nog eeuwen later werd het idee van dzogchen/atiyoga als een apart voertuig in Tibet controversieel geacht. In de dertiende eeuw schreef Sakya Pandita
Als men de traditie goed begrijpt
 dan is ook het standpunt over atiyoga
 dat het wijsheid is en geen voertuig

## Veronderstelde relatie met Chinees chanboeddhisme
Er is tot in deze eeuw in het wetenschappelijk circuit een debat geweest over de veronderstelde invloed van het Chinese chanboeddhisme op de ontwikkeling van de dzogchen. Ook chan had een onconventionele moraal. Chan leraren karakteriseerden de dualiteit tussen deugdzaam en niet-deugdzaam, alsmede iedere vorm van tekstanalyse als een van de aspecten die het bereiken van echte wijsheid juist belemmerde. Ook Chan had het standpunt dat Verlichting onmiddellijk kon zijn.
Tijdens de periode van de koning Trisong Detsen van het Tibetaanse rijk in de tweede helft van de achtste eeuw had het chanboeddhisme een aanzienlijke aanhang aan het hof. In de klassieke Tibetaanse geschiedschrijving, zoals met name verwoord in het Testament van Ba, vond een debat plaats, het zogenaamde Concilie van Lhasa. Dit debat werd gevoerd tussen vertegenwoordigers van chan en die van de meer traditionele madhyamakatraditie van het mahayana met de opvatting dat verlichting slechts het resultaat kon zijn van geleidelijkheid en afhankelijk van het vergaren van kennis, inzicht en verdiensten. Het standpunt van chan werd verdedigd door Moheyan. De meer traditionele opvatting door Kamalashila. In die geschiedschrijving zou de koning Kamalashila hebben aangewezen als winnaar van het debat. Moheyan werd verbannen en het chanboeddhisme zou uit het land verdwijnen.
Feitelijk bleef het chanboeddhisme tot in de elfde eeuw in het Tibetaans cultuurgebied aanwezig. In latere Tibetaanse geschiedschrijving vanaf de twaalfde eeuw werd Moheyan een symbool voor dwalingen. De veronderstelde nederlaag van Moheyan tijdens het debat werd ook op polemische wijze gebruikt tegen de leerstellingen van onmiddellijke Verlichting uit de dzogchen. Door overeenkomsten tussen de dzogchen en chan te benadrukken kon verdere twijfel gecreëerd worden aan de authenticiteit van de teksten.
De hedendaagse opvatting in het vakgebied is, dat teksten van dzogchen en chan wel enige gelijkenis lijken te hebben maar dat dit op zich nog niets bewijst over beïnvloeding. Chan en dzogchen zijn in heel verschillende omgevingen ontstaan. De hedendaagse opvatting gaat meer uit van een wat toevallige convergentie en spreekt hoogstens van een slechts incidentele en marginale beïnvloeding.

## De ontwikkeling van dzogchen tot in de veertiende eeuw
De toename van teksten van de dzogchen vanaf met name de elfde eeuw noodzaakte tot het aanbrengen van een zekere structuur om die te ordenen. Er ging dan ook een onderscheid gemaakt worden in drie categorieën. Mind Series (sems sde), Space Series (klong sde) en Instruction Series (man ngag sde). Het onderscheid lag in een verschillende wijze van benadering ten aanzien van de ware natuur van de geest. De benaderingswijze van de Instruction Series was de meest directe.
Binnen het kader van de Instruction Series zou de dzogchen een complex geheel van nieuwe en eigen meditatietechnieken ontwikkelen. Deze benaderingswijze zou uiteindelijk de andere twee verdringen en vanaf de achttiende eeuw de enige nog gepraktiseerde vorm van de Grote Perfectie worden.
De ontwikkeling van het latere succes van de Instruction Series is vooral te danken aan het ontstaan van een verzameling literatuur, bekend als de Seminal Heart (snying thig). De oudste tekst van die verzameling is de Zeventien Tantra's. Tussen de elfde en de veertiende eeuw kon de literatuur van de Seminal Heart nog geen prominente positie innemen. Dat zou veranderen door het werk van twee personen, de terton Pema Ledraktsal (1291-1315?) en Longchenpa (1308-1363). De eerste bracht de eerste volledige verzameling van Seminal Heart teksten bij elkaar, de Kandro Nyingtig. Dat werd voltooid door Longchenpa. Die bracht de Kandro Nyingtig samen met door hem zelf geschreven werken. De bundel van die verzamelingen werd uiteindelijk de Nyingtig Yabzhi, het werk waar alle doctrines en meditatietechnieken van de Seminal Heart in opgenomen zijn.
Het was de ambitie van Longchenpa de Grote Perfectie geaccepteerd te krijgen door meerdere tradities van het Tibetaans boeddhisme dan alleen de nyingma. Daarbij waren twee moeilijkheden.
De eerste was de in zijn tijd al omvangrijke termaliteratuur van de nyingma. Vanaf eind tiende eeuw was de tweede verspreiding van het boeddhisme in Tibet begonnen. Vanaf die periode reisden veel Tibetaanse lama's naar India voor onderwijs, maar vooral om daar voor Tibet nog onbekende, boeddhistische teksten te ontdekken en vanuit het Sanskriet te vertalen. Voorbeelden van hen zijn Marpa en Gampopa. Hun activiteiten leidden later tot de stichting van nieuwe georganiseerde tradities binnen het Tibetaans boeddhisme, zoals de kadam, sakya en veel varianten binnen de kagyüschool. Het gevolg was, dat het beheersen van het juiste ritueel en zelfkennis niet langer voldoende was om als lama voldoende status te verkrijgen. Het was voor de lama en de nieuwe beweging die hij vertegenwoordigde essentieel om de beschikking te hebben over direct uit India afkomstige teksten.
De twee oudere religieuze bewegingen in Tibet, de nyingma en bön, moesten dus een methode vinden om gelijktijdig een deel van de nieuwe invloeden te kunnen opnemen met behoud van hun eigen veel oudere traditie. In toenemende mate claimden die dan ook vanaf medio elfde eeuw nieuwe openbaringen, terma, te hebben gevonden in de vorm van ” herontdekte ” teksten, die in vroeger tijden verborgen zouden zijn geweest.
Die teksten waren vaak zeer heterogeen van aard. Longchenpa bracht die teksten in een aantal andere werken op een zoveel mogelijk coherente en systematische wijze samen en probeerde ze te plaatsen in een context waarvan hij dacht dat die de juiste was. Door in die systematisering van de teksten te verwijzen naar de Indiase erfenis meer in het algemeen, zoals madhyamaka en yogacara en naar de interpretaties van tantra 's uit andere tradities probeerde hij de dzogchen geaccepteerd te krijgen in de hele Tibetaans boeddhistische wereld van die tijd. De boodschap was in feite dat de Grote Perfectie de belangrijkste methode van het boeddhisme was, niet alleen voor de nyingma maar voor alle Tibetaanse tradities.
De tweede moeilijkheid lag in het in Tibet nog altijd aanwezige conflict tussen voorstanders van de geleidelijke weg van het verkrijgen van inzicht en de onmiddellijke weg, zoals die van de dzogchen. In de periode van Longchenpa werd de doctrine van de dzogchen om die reden nog steeds fel aangevallen. Dzogchen werd in die context beschouwd als een vorm van nihilisme. Longchenpa was de eerste auteur van de dzogchen die dit conflict trachtte te kanaliseren. Hij verwoordde dat mensen verschillende en ongelijke vaardigheden hebben en dat op basis daarvan de weg naar inzicht en Verlichting niet voor iedereen dezelfde hoeft te zijn.

## Latere ontwikkeling
Het werk van Longchenpa kreeg in Tibet in de eeuwen na zijn dood niet het gezag, waar hij waarschijnlijk zelf op had gehoopt. Dat had ook te maken met het feit, dat in die eeuwen daarna geen auteur uit die traditie aanwezig was met een ook maar enigszins vergelijkbaar formaat. In het begin van de achttiende eeuw was de literatuur van de Seminal Heart opnieuw die van onderling concurrerende, heterogene teksten en praktijken.
Het was Jigme Lingpa (1730-1798) die hier verandering in bracht. Zijn belangrijkste werk, de Longchen Nytingtig, gepresenteerd als een termacyclus, is een verzameling teksten over ieder aspect van de meditatietechnieken van de nyingma tot aan die periode. De hierin beschreven techniek van de dzogchen was geheel gebaseerd op het werk van Longchenpa en op het systeem van de Seminal Heart, zoals door hem georganiseerd. In dit en andere werken gaf Jigme Lingpa alle krediet aan Longchenpa. Door zijn relatie met de koninklijke familie van het koninkrijk Dergé werd door de befaamde drukkerij aldaar een editie uitgebracht van al het verzamelde werk van Longchenpa.
In de negentiende eeuw en na de dood van Jigme Lingpa werd de Longchen Nytingtig een zeer populair en gezaghebbend werk in Tibet. Het succes van het werk had het resultaat dat de Seminal Heart in de door Longchenpa gesystematiseerde vorm door vrijwel de gehele nyingma als maatgevend en normatief ging worden beschouwd als de belangrijkste weg voor het boeddhisme. Een tweede resultaat was dat nu ook andere tradities in het Tibetaans boeddhisme de Grote Perfectie gingen opnemen in hun repertoire van meditatietechnieken.

## Dzogchen in de bön
Net als de nyingma kent ook de bön een indeling van hun leerstellingen in negen voertuigen. Er zijn meerdere van deze indelingen. Over het algemeen behandelen de eerste vier onderwerpen als astrologie, divinatie en de verhouding tussen mensen en de godenwereld. De volgende vier zijn gewijd aan het bereiken van de Verlichting. Aan de top van het systeem staat de Grote Perfectie. De bön ontwikkelde zich vanaf eind tiende eeuw tot een boeddhistische religie. Dat is ook de periode waar in de literaire traditie van de bön aanvangt. De eerste teksten uit de literatuur van de bön over de dzogchen dateren van de tweede helft van de elfde eeuw.
De Grote Perfectie van de bön kent drie tradities, gebaseerd op teksten en overdrachtslijnen.
1. De Orale overlevering uit Zhangzhung (Zhang-zhung snyan-rgyud )
2. A-Khrid (A-tri)
3. rDzogs chen - (rDzogs chen yang rtse'i klong chen) Hier uitdrukkelijk in de betekenis van een tekst en een traditie.

Hoewel in de religieuze aanname dit aanzienlijk vroegere teksten zijn, dateren deze alle drie feitelijk uit het eind van de elfde eeuw. 
Het meest karakteristieke thema in de dzogchen van de bön is het onderricht over de oorsprong van de wereld van de fenomenen en dat van de mensheid. Dat wordt in de dzogchen niet verteld op de wijze zoals in hun vele mythes, maar in lijn met hun filosofisch systeem op basis van de Grote Perfectie. Het is de geest, die de wereld gecreëerd heeft. De wereld is niets dan een illusoire projectie van de geest.